# Bugula gautieri
Bugula gautieri är en mossdjursart som beskrevs av Ryland 1962. Bugula gautieri ingår i släktet Bugula och familjen Bugulidae. Inga underarter finns listade i Catalogue of Life.